# Fins que et vaig conèixer
Fins que et vaig conèixer (títol original: 'Til There Was You) és una comèdia romàntica de 1997 protagonitzada per Jeanne Tripplehorn, Dylan McDermott i Sarah Jessica Parker. Ha estat doblada al català.

## Argument
De nens, Gwen (Tripplehorn) i Nick (McDermott) es van topar breument a l'escola, i des de llavors han viscut vides separades. Nick, ara arquitecte, coneix a Francisca (Parker), una antiga jove actriu neuròtica, i aconsegueix el contracte per reconstruir un edifici que ella té. No obstant això Gwen acaba de traslladar-se a aquest idíl·lic bloc d'apartaments, i, juntament amb els altres veïns, lluita per salvar l'edifici.

## Repartiment
- Jeanne Tripplehorn: Gwen
- Dylan McDermott: Nick
- Sarah Jessica Parker: Francesca Lanfield
- Jennifer Aniston: Debbie
- Craig Bierko: Jon Haas
- Jack Kruschen: M. Katz